# Die Insel in der Vogelstraße
Die Insel in der Vogelstraße ist ein Roman des israelischen Schriftstellers Uri Orlev, der im Jahr 1985 veröffentlicht und im Jahr 1997 unter Regie von Søren Kragh-Jacobsen verfilmt wurde.

## Inhalt
Der Roman erzählt, wie der elfjährige Alex, der seine Mutter verliert, fünf Monate in einer Ruine (seiner „Insel“) in einem polnischen Ghetto überlebt, in das er flüchten kann, als sein Vater mit anderen Juden zusammen deportiert wird.
Das Buch stellt die Alltagsprobleme, Gefühle und Gedanken des Kindes in den Mittelpunkt. Dadurch wird dem jungen Leser die Identifikation mit dem Protagonisten erleichtert, ohne von der Schwere des jüdischen Schicksals unter der Diktatur der Nationalsozialisten erdrückt zu werden. Dennoch sind alle Ereignisse wie die Verdrängung der Juden ins Ghetto, ihre Isolierung dort, die Deportation aus dem Ghetto in die Vernichtungslager, aber auch Korruption und Verrat auf der einen Seite und Widerstand auf der anderen präsent.
Das Buch arbeitet ohne moralischen Zeigefinger und macht vor allem deutlich, wozu auch ein Kind unter außergewöhnlichen Umständen fähig ist und dass selbst unter widrigen Umständen Hilfsbereitschaft, menschliche Wärme und Liebe zu finden sind.

## Buch
- Die Insel in der Vogelstraße. (= Ravensburger Taschenbuch. 8075). Ravensburger Buchverlag, 1998, ISBN 3-473-58075-9.